# Geoffrey A. Landis
Geoffrey A. Landis (nascido em 28 de maio de 1955 em Detroit, Michigan) é um cientista dos Estados Unidos que trabalha para a National Aeronautics and Space Administration (NASA) em exploração planetária, propulsão interestelar, força solar e energia fotovoltaica. Ele já patenteou oito projetos para células solares e dispositivos fotovoltaicos e já deu apresentações e comentários sobre viagem interestelar e construção de bases na Lua e em Marte.
Landis também é um notável escritor de ficção científica hard, e ganhou um Prêmio Nebula, dois Prêmios Hugo, um Locus Award pela escrita de ficção, e dois Prêmios Rhysling pela suas poesias. Ele contribui em artigos científicos para várias publicações. Landis é casado com a escritora de ficção científica e poeta Mary A. Turzillo e mora em Berea, Ohio.

## Biografia
Landis nasceu em Detroit, Michigan e morou em Virgínia, Maryland, Filadélfia, e Illinois durante sua infância. Foi educado na New Trier High School, Winnetka, Illinois. Ele possui graduação em física e engenharia elétrica pelo Instituto de Tecnologia de Massachusetts e um PhD em física do estado sólido pela Universidade Brown. Ele é casado com a autora de ficção científica Mary A. Turzillo e mora em Berea, Ohio.

## Carreira
Depois de receber seu doutorado pela Universidade Brown, Landis trabalhou no Lewis Research Center da NASA e no Ohio Aerospace Institute antes de aceitar uma posição permanente no NASA John Glenn Research Center, onde ele fez pesquisas sobre missões a Marte, energia solar, e conceitos avançados de propulsão interestelar. Ele possui oito patentes, e já publicou mais de 300 artigos científicos nos campos de astronáutica e energia fotovoltaica. Ele foi um membro da equipe da missão Mars Pathfinder, e nomeou a rocha marciana "Yogi". Ele é membro da equipe científica da missão Mars Exploration Rovers em 2003.

## Ficção científica
No campo de ficção científica, Landis já publicou mais de 70 obras curtas de ficção, e dois livros. Seus trabalhos misturam alta ciência e tecnologia com emoções humanas. Ele ganhou o Prêmio Nebula de 1989 para melhor história curta com "Ripples in the Dirac Sea" (Asimov's Science Fiction, outubro de 1989), o Prêmio Hugo de 1992 com "A Walk in the Sun" (Asimov's Science Fiction, outubro de 1991), e o Hugo de 2003 com sua história "Falling Onto Mars" (Analog Science Fiction and Fact, julho/agosto de 2002). Sua primeira novela, Mars Crossing, foi publicada por Tor Books em 2000, e ganhou um Prêmio Locus, e uma coleção de histórias curtas, Impact Parameter (and Other Quantum Realities), foi publicada pela Golden Gryphon Press em 2001 e nomeada como notável pela Publishers Weekly. Ele já ganhou também o Prêmio Analog Analytical Laboratory com a novela The Man in the Mirror (2009) e dois Prêmios Rhysling com seus poemas Christmas, after we all get time machines (2000) e Search (2009). Em 2009, ele publicou uma coleção de poesias, Iron Angels. Sua novela de 2010 The Sultan of the Clouds foi nomeada para um Prêmio Nebula.